# Richard Heuberger
Richard Heuberger (ur. 18 czerwca 1850 w Grazu, zm. 28 października 1914 w Wiedniu) – austriacki kompozytor, krytyk muzyczny i muzykolog. Twórca operetki Bal w operze.

## Życiorys
Richard Heuberger urodził się ur. 18 czerwca 1850 w Grazu. Odebrał wykształcenie techniczne. W 1875 roku otrzymał dyplom inżyniera i rozpoczął pracę w kolejnictwie. W 26. roku życia całkowicie odmienił swoje życiowe plany. Porzucił pracę na kolei, ukończył konserwatorium w Grazu i przeniósł się do Wiednia. W 1876 roku został dyrygentem Akademickiego Towarzystwa Śpiewaczego, w 1878 roku dyrygentem Wiedeńskiej Akademii Śpiewaczej. Od 1881 roku pisywał krytyki muzyczne dla „Wiener Tagblatt”, od 1889 dla „Münchener Allgemeine Zeitung”, a od 1896 do 1901 dla „Neue Freie Presse”, jako następca Hanslicka. W latach 1902–1906 wykładał w Konserwatorium Wiedeńskim i prowadził Wiedeńskie Męskie Towarzystwo Śpiewacze. Napisał ogromną liczbę  artykułów, wydał tom szkiców muzycznych (1901), biografię Schuberta. W latach 1904–1906 redagował „Musikbuch aus Österreich”.

## Twórczość kompozytorska
Skomponował kilka oper: Abenteuer einer Neujahrsnacht (1886), Manuel Venegas (1889), Miriam (1894), Barfüssele (1905), dwa balety, Wariacje symfoniczne na tematy Schuberta, uwerturę Cain według poematu Byrona, Rapsodię na chór i orkiestrę, kantatę. Wszystkie te utwory, chociaż wykonywane i publikowane, nie odniosły większych sukcesów. Sukces odniósł Heuberger operetką napisaną w wieku niemal 50 lat. Wystawiony w 1898 roku Bal w operze stanowi jego największe osiągnięcie i najpopularniejszy utwór. Kolejne operetki nie osiągnęły już takiego powodzenia.

## Operetki
- Der Opernball (Bal w operze, 1898)
- Ihre Exzellenz (Wielki dyplomata, 1899)
- Der Sechs-Uhr-Zug (1900)
- Das Baby (1902)
- Der Fürst von Düsterstein (1909)
- Don Quichotte (1910)[1]